# 法里數列
數學上，n階的法里數列是0和1之間最簡分數的數列，由小至大排列，每個分數的分母不大於n。每個法里數列從0開始，至1結束，寫作0⁄1和1⁄1，但有些人不把這兩項包括進去。有時法里數列也稱為法里級數，嚴格來說這名字不正確，因為法里數列的項不會加起來。

## 例子
1至8階的法里數列如下：
F1 = {0⁄1, 1⁄1}
F2 = {0⁄1, 1⁄2, 1⁄1}
F3 = {0⁄1, 1⁄3, 1⁄2, 2⁄3, 1⁄1}
F4 = {0⁄1, 1⁄4, 1⁄3, 1⁄2, 2⁄3, 3⁄4, 1⁄1}
F5 = {0⁄1, 1⁄5, 1⁄4, 1⁄3, 2⁄5, 1⁄2, 3⁄5, 2⁄3, 3⁄4, 4⁄5, 1⁄1}
F6 = {0⁄1, 1⁄6, 1⁄5, 1⁄4, 1⁄3, 2⁄5, 1⁄2, 3⁄5, 2⁄3, 3⁄4, 4⁄5, 5⁄6, 1⁄1}
F7 = {0⁄1, 1⁄7, 1⁄6, 1⁄5, 1⁄4, 2⁄7, 1⁄3, 2⁄5, 3⁄7, 1⁄2, 4⁄7, 3⁄5, 2⁄3, 5⁄7, 3⁄4, 4⁄5, 5⁄6, 6⁄7, 1⁄1}
F8 = {0⁄1, 1⁄8, 1⁄7, 1⁄6, 1⁄5, 1⁄4, 2⁄7, 1⁄3, 3⁄8, 2⁄5, 3⁄7, 1⁄2, 4⁄7, 3⁄5, 5⁄8, 2⁄3, 5⁄7, 3⁄4, 4⁄5, 5⁄6, 6⁄7, 7⁄8, 1⁄1}

## 歷史
「法里數列」歷史頗為稀奇。 — Hardy & Wright (1979) 第三章
……又一次，數學關係的名字取自一個人，但記錄所載這人不是其發現者。 — Beiler (1964) 第十六章
法里數列是以英國地質學家老約翰·法里得名，他關於這數列的信刊登在1816年的《哲學雜誌》。法里猜測這數列的每一項都是相鄰兩項的中间分数；不過，以所知道的資料，他沒有證明這個性質。法里的信給柯西讀了，就給了一個證明在他的《數學習題》，把這結果歸到法里上。其實，另一位數學家 C. Haros 曾在1802年發表了相類似的結果，幾乎可以肯定法里和柯西都沒看過。所以，法里的名字給了這個數列，是歷史的一次意外。

## 性質

### 數列長度
n階的法里數列{\displaystyle F_{n}}包含了較低階的法里數列的全部項，特別是它包含{\displaystyle F_{n-1}}的全部項，和與n互質的每個數的相應分數。所以{\displaystyle F_{6}}包含了{\displaystyle F_{5}}和分數1⁄6及5⁄6。對大於1的n，其法里數列的中間項必定是1⁄2。
從上，{\displaystyle F_{n}}和{\displaystyle F_{n-1}}的長度的關係，可以用歐拉函數{\displaystyle \varphi (n)}描述：
{\displaystyle |F_{n}|=|F_{n-1}|+\varphi (n)}。
從{\displaystyle |F_{1}|=2}這項資料，可以推導出{\displaystyle F_{n}}的長度公式：
{\displaystyle |F_{n}|=1+\sum _{m=1}^{n}\varphi (m)}。
{\displaystyle |F_{n}|}的漸近行為是：
{\displaystyle |F_{n}|\sim {\frac {3n^{2}}{\pi ^{2}}}}。

### 數列鄰項
法里數列的相鄰分數項有下述性質：
若a⁄b和c⁄d是法里數列的鄰項，而有a⁄b < c⁄d，則它們之差c⁄d − a⁄b是1⁄bd。由於
{\displaystyle {\frac {c}{d}}-{\frac {a}{b}}={\frac {bc-ad}{bd}}}，
上文就等於是說
bc − ad = 1。
例如1⁄3和2⁄5在{\displaystyle F_{5}}中是鄰項，它們之差為1⁄15。
這結果的逆命題也成立。若
bc − ad = 1，
其中a,b,c和d為正整數，及有a < b和c < d，則a⁄b和c⁄d在階為{\displaystyle \max(b,d)}的法里數列中是鄰項。
若p⁄q在某法里數列的鄰項是a⁄b和c⁄d，及
a⁄b < p⁄q < c⁄d，
則p⁄q是a⁄b和c⁄d的中间分数。換句話說，
{\displaystyle {\frac {p}{q}}={\frac {a+c}{b+d}}}。
又若a⁄b和c⁄d在某法里數列是鄰項，則當法里數列的階增加，它們間出現的第一項是
{\displaystyle {\frac {a+c}{b+d}}}，
而這項第一次出現在b+d階的法里數列中。
例如在1⁄3和2⁄5間出現的第一項是3⁄8，在{\displaystyle F_{8}}出現。
Stern-Brocot樹是一個資料結構，顯出如何從0 (= 0⁄1)和1 (= 1⁄1)開始，以取中间分数來構成法里數列。
法里數列中的鄰項分數，它們的連分數表示形式也密切相關。每個分數都有兩個連分數表示，一個的尾項為1，另一個則大於1。考慮p⁄q，它第一次於{\displaystyle F_{q}}出現。以連分數表示為
{\displaystyle [0;a_{1},a_{2},...,a_{n-1},a_{n},1]}，或
{\displaystyle [0;a_{1},a_{2},...,a_{n-1},a_{n}+1]}，
則p⁄q在{\displaystyle F_{q}}中最接近的鄰項（這是兩鄰項中分母較大的）表示為連分數是
{\displaystyle [0;a_{1},a_{2},...,a_{n}]}，
而另一鄰項則會表示為
{\displaystyle [0;a_{1},a_{2},...,a_{n-1}]}。
例如3⁄8有兩個連分數表示：[0;2,1,1,1]和[0;2,1,2]，而它在{\displaystyle F_{8}}中的鄰項為2⁄5，可寫成[0;2,1,1]；和1⁄3，可寫成[0;2,1]。

### 福特圓
法里數列和福特圓之間有個有趣關連。
對每個最簡分數p⁄q，有福特圓C[p⁄q]，以{\displaystyle {\frac {1}{2q^{2}}}}為半徑，以{\displaystyle \left({\frac {p}{q}},{\frac {1}{2q^{2}}}\right)}為圓心。兩個不同分數的福特圓一是分開，一是相切，但不會相交。若0 < p⁄q < 1，則與相切的福特圓正好是在某一法里數列中與p⁄q為鄰項的分數。
例如C[2⁄5]與C[1⁄2]，C[1⁄3]，C[3⁄7]，C[3⁄8]等相切。
F1--F8的福特圓圖像如下：

## 外部連結
- Farey Sequence （页面存档备份，存于）